# 堆纳乡
堆纳乡 (藏語：དུད་སྣ，威利转写：dud sna，THL：düna)，是中华人民共和国西藏自治区日喀则市亚东县下辖的一个乡。

## 行政区划
堆纳乡下辖以下地区：
堆纳村、多庆村、唐布村、曲堆村、尚堆村、莱贵村、曲麦村和古汝村。

## 交通
- 562国道